# Heike Suzanne Hartmann-Heesch

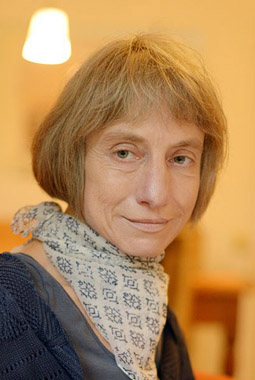
Heike Suzanne Hartmann-Heesch

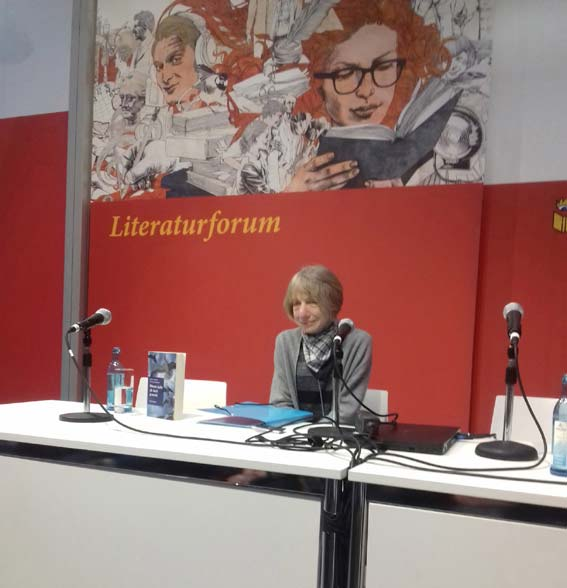
Heike Suzanne Hartmann-Heesch auf der Leipziger Buchmesse 2018

Heike Suzanne Hartmann-Heesch (* 20. Mai 1969 in Stadthagen) ist eine deutsche Schriftstellerin.

## Leben
Nach dem Abitur am Mariengymnasium Jever 1988 studierte Heike Suzanne Hartmann-Heesch Anglistik, Germanistik, Pädagogik und Pädagogische Psychologie an der Carl von Ossietzky Universität Oldenburg; das Staatsexamen erfolgte 1995. Ihre erste Einzelpublikation „Um nur zu leben“ erschien 2005. Es folgen weitere Bände mit Erzählungen und Reflexionen.
2011 erschien ihr Buch „Langer Atem“, in dem sie die lange stationäre Wartezeit bis zu ihrer Lungentransplantation 2010 dokumentiert, die Lebenssituation danach, die zunächst durch die Abhängigkeit von Beatmungsmaschine, den damit einhergehenden Sprachverlust, durch Sauerstoff- und Dialysepflichtigkeit gekennzeichnet ist und die Anfänge ihres Weges zurück in einen komplett veränderten Lebensalltag. Diese Themen griff sie in ihrem 2014 erschienenen Erzählband „Die Dinge, wie sie sind“ noch einmal auf; für die Erzählung „Der Mann, der mich liebt“ daraus erhielt sie 2013 dem Walter-Kempowski-Literaturpreis.
Thema ihres 2017 erschienenen Erzählbandes „Möwen hatte ich doch gemeint“ ist Sprach- und Kommunikationsverlust. Mit ihrem Text „Meer ist Nacht“ daraus gehörte sie 2018 zu den Preisträgern des 2. Kurzgeschichtenpreises der Hamburger Autorenvereinigung.
Heike Suzanne Hartmann-Heesch ist verheiratet und lebt in Hamburg.

## Auszeichnung
- 2013: Walter-Kempowski-Literaturpreis
- 2015: 1. Bahman-Preis der literatur altonale Lesebühne
- 2016: 2. Bahman-Preis der literatur altonale Lesebühne
- 2018: 2. Kurzgeschichtenpreis der Hamburger Autorenvereinigung [[1]]

## Publikationen
- Möwen hatte ich doch gemeint, Erzählungen, Wiesenburg Verlag Schweinfurt 2017, ISBN 978-3-95632-599-1
- Die Dinge, wie sie sind, Erzählungen, Mohland Verlag Goldebek, 2014, ISBN 978-3-86675-212-2
- Langer Atem, Dokumentation und Erzählungen, Mohland Verlag, Goldebek, 2011, ISBN 978-3-86675-164-4
- Zwischen den Schatten, Erzählungen, Mohland Verlag, Goldebek, 2009, ISBN 978-3-86675-098-2
- Der Rattenfänger und andere Grenzgänge, Erzählungen und Reflexionen, Mohland Verlag, Goldebek, 2007, ISBN 978-3-86675-047-0
- Vertrauenssache, Erzählungen und Reflexionen, Mohland Verlag, Goldebek, 2006, ISBN 978-3-86675-030-2
- Um nur zu leben, Erfahrungsbericht, Mohland Verlag, Goldebek, 2005, ISBN 3-936120-76-5

Anthologiebeiträge (Auswahl)
- „Der Mann, der mich liebt“ in „Zunächst mal den Winter abwarten“, Kurzgeschichten des Walter-Kempowski-Förderpreises der Hamburger Autorenvereinigung, Witt, Sabine (Hrsg.), Verlag Expeditionen 2017, Seiten 114–119, ISBN 978-3-943863-78-9
- „Das Menschsein verlieren“ in „ÜberLeben – Verlust und Trauer begegnen und neue Kraft schöpfen“, Langenau, Lars, Gräfe und Unzer 2017, Seiten 135–139, ISBN 978-3-8338-6024-9
- „Bald, bald vielleicht“ in „Die Taubenjägerin“, Die besten Geschichten aus dem MDR-Literaturwettbewerb 2014, Hameter, Michael (Hrsg.), poetenladen Verlag 2014, Seiten 77–82, ISBN 978-3-940691-57-6